# Sabine County
Sabine County är ett administrativt område i delstaten Texas, USA, med 10 834 invånare (2010). Den administrativa huvudorten (county seat) är Hemphill. 

## Geografi
Enligt United States Census Bureau har countyt en total area på 1 493 km². 1 270 km² av den arean är land och 224 km² är vatten.  

### Angränsande countyn
- Shelby County - norr
- Sabine Parish, Louisiana - öster
- Newton County - söder
- Jasper County - sydväst
- San Augustine County - väster